# Manifesto Russell-Einstein
Il Manifesto di Russell-Einstein è la dichiarazione presentata il 9 luglio 1955 (ad inizio della Guerra fredda) a Londra in occasione di una campagna per il disarmo nucleare e che aveva avuto come promotori Bertrand Russell ed Albert Einstein (morto nell'aprile dello stesso anno). Nel documento – controfirmato da altri 11 scienziati e intellettuali di primo piano – Einstein e Russell invitavano gli scienziati di tutto il mondo a riunirsi per discutere sui rischi per l'umanità prodotti dall'esistenza delle armi nucleari.

## Descrizione

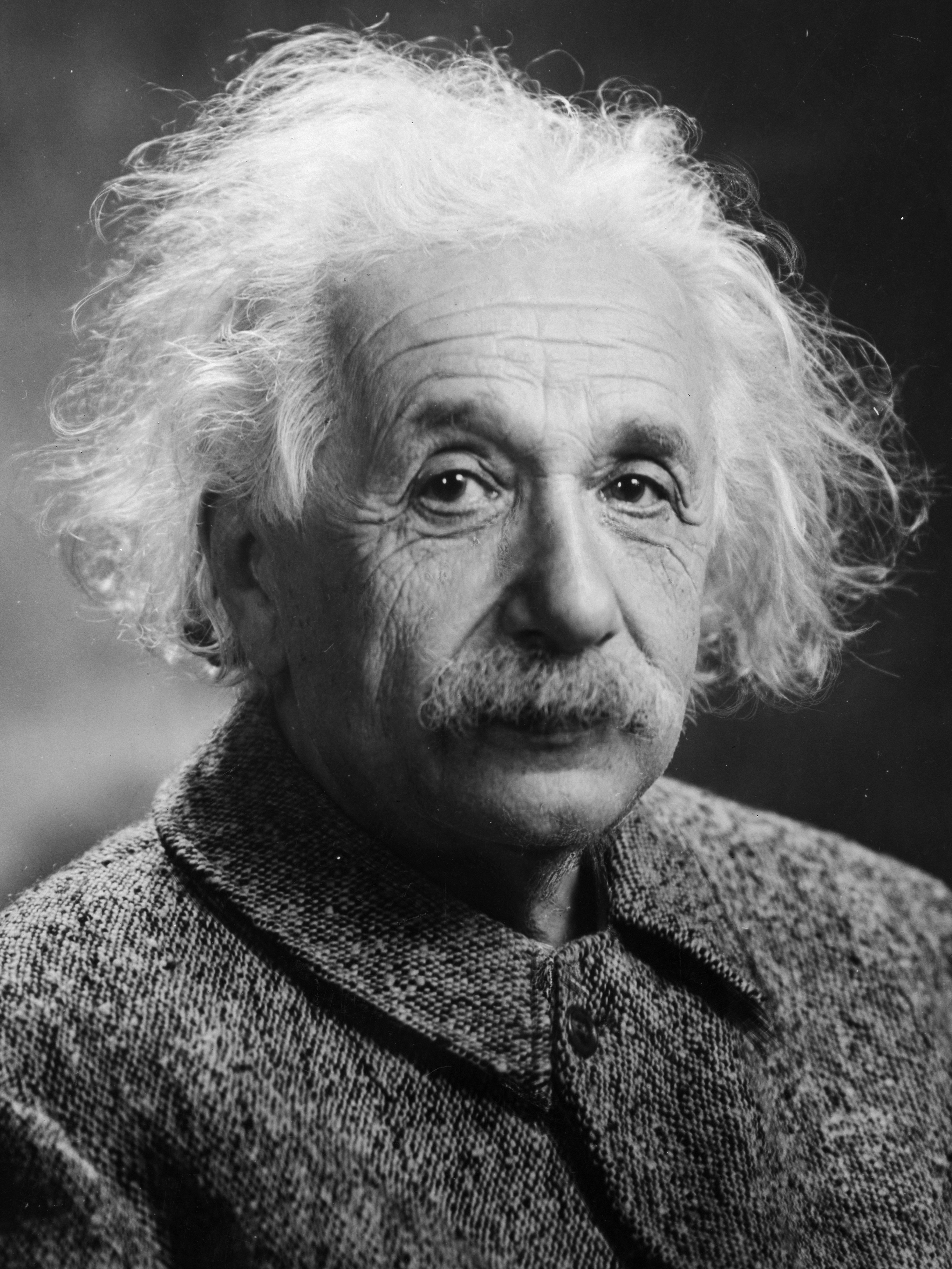

Tra i redattori del Manifesto vi fu anche Józef Rotblat, che fu l'unico degli scienziati coinvolti nel progetto Manhattan ad abbandonare il lavoro a causa di contrasti di natura morale. Dopo aver appreso di Hiroshima, Rotblat affermò di essere "preoccupato sull'intero futuro dell'umanità". Rotblat diresse la conferenza stampa di presentazione del Manifesto a Caxton Hall, a Londra. Fu sua la celebre frase (citata anche quando Rotblat ritirò il Nobel per la Pace nel 1995)
Ricordatevi della vostra umanità, e dimenticate il resto.
Il Manifesto invitava a tenere al più presto una conferenza internazionale, che originariamente nei progetti di Jawaharlal Nehru doveva tenersi in India. In seguito alla Crisi di Suez, questo progetto fu abbandonato. Aristotele Onassis si offrì di finanziare un incontro a Monaco, ma la proposta fu rifiutata. Infine, Cyrus Eaton, un imprenditore canadese che conosceva Russell dal 1938, si offrì di finanziare una conferenza nella sua cittadina di Pugwash, in Nuova Scozia. La Conferenza di Pugwash per la Scienza e gli Interessi del Mondo nel 1995 ha ricevuto il Premio Nobel per la pace.

### Firmatari
- Bertrand Russell
- Albert Einstein
- Percy W. Bridgman
- Leopold Infeld
- Frédéric Joliot-Curie
- Herman J. Muller
- Linus Pauling
- Cecil F. Powell
- Józef Rotblat
- Max Born
- Hideki Yukawa